# ماديسون ميلر
ماديسون ميلر (بالإنجليزية: Madison Miller)‏ هو ضابط أمريكي، ولد في 6 فبراير 1811 في Mercer, Pennsylvania ‏ في الولايات المتحدة، وتوفي في 27 فبراير 1896 في مدينة سانت لويس في الولايات المتحدة.